# Kunsia tomentosus
Kunsia tomentosus е вид бозайник от семейство Хомякови (Cricetidae).

## Разпространение
Видът е разпространен в Боливия и Бразилия.